# Bahnhof Rosdorf
Der Bahnhof Rosdorf ist ein Bahnhof in der Gemeinde Rosdorf (Landkreis Göttingen) in Südniedersachsen. Der Betriebsbahnhof ist ohne Personenverkehr, die Landesnahverkehrsgesellschaft Niedersachsen plant in ihrem Konzept „SPNV 2030+“ die Wiedereröffnung der Station für den Personenverkehr. Der Bahnhof wird von einem Drucktastenstellwerk des Typs Dr S 2 aus dem Jahre 1962 gesteuert.

## Geschichte
Der Bahnhof wurde 1867 mit der Bahnstrecke Arenshausen–Göttingen eröffnet. Bis 1910 führte die Strecke nördlich des Bahnhofes geradeaus bis Göttingen, heute Straße Am Flüthedamm, danach in einem Bogen westlich zur Hannöversche Südbahn von Dransfeld nach Göttingen. Im Personenverkehr wurde der Bahnhof schon 1963 nicht mehr bedient. Im Güterverkehr war der letzte Gleisanschluss ein Flüssiggasanbieter östlich des Bahnhofes. Alle Nebengleise sind heute (2024) nicht mehr angeschlossen.
Im Jahr 2015 wurde eine Reaktivierung im Personenverkehr durch die niedersächsische Landesregierung vorgeschlagen. Anfangs regte sich lokaler Widerstand gegen die Reaktivierung des Bahnhofs, welcher stattdessen einen Ausbau des bestehenden ÖPNV favorisierte. Im Jahr 2019 befürworteten der Rat der Gemeinde Rosdorf sowie die Landesregierung die Reaktivierung des Bahnhofs. Die Finanzierung des Vorhabens soll dabei zu 25 % durch die Deutsche Bahn und zu 75 % durch die Landesnahverkehrsgesellschaft Niedersachsen getragen werden. Die für den Bahnhof benötigten Flächen sollen durch den Landkreis Göttingen erworben werden. Erwartet werden täglich etwa 1000 Reisende, welche den Bahnhof nutzen sollen.